# Mor Loushy
Mor Loushy est une réalisatrice israélienne.

## Biographie
Mor Loushy s'est fait connaître au niveau international grâce à son long métrage sorti en 2015, Censored Voices, documentaire réalisé à partir de témoignages - longtemps censurés - de conscrits ayant participé à la Guerre des Six Jours en 1967. Pour Jacques Mandelbaum, « c’est un film d’une profonde intelligence politique, en même temps qu’un document exceptionnel  ».

## Filmographie
- 2009 : Israël Ltd
- 2015 : Censored Voices
- 2018 : The Oslo Diaries
- 2020 : HaLobby